# Ptochophyle deviaria
Ptochophyle deviaria là một loài bướm đêm trong họ Geometridae.